# Hymenium
Het hymenium is de weefsellaag op het hymenofoor van een vruchtlichaam van een schimmel, waarin de cellen zich ontwikkelen tot basidie of sporenzakjes (asci) om sporen te kunnen produceren. In sommige soorten veranderen alle cellen in het hymenium in basidia of asci; in andere soorten verandert een deel van de cellen in steriele cellen zoals cystidia (bij basidiomycetes) of parafysen (bij Pezizomycotina). Deze cellen zijn vaak kenmerkend bij de microscopische identificatie.
Het subhymenium bestaat uit de dragende schimmeldraden, waaruit de cellen van het hymenium groeien. Daaronder bevindt zich het hymenofore trama dat het merendeel uitmaakt van het hymenofoor.
De positie van het hymenium is traditioneel het eerste kenmerk dat gebruikt wordt in de classificatie en identificatie van paddenstoelen.

## Oppervlak

Schematische afbeeldingen
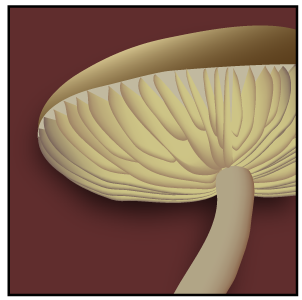
lamellen
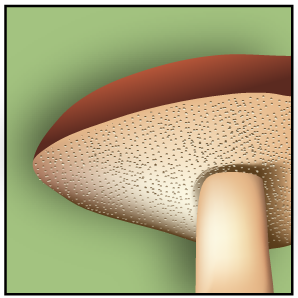
poriën
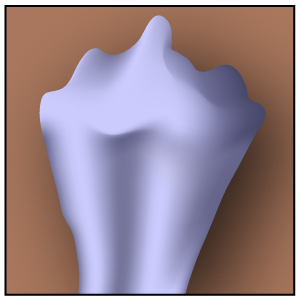
glad
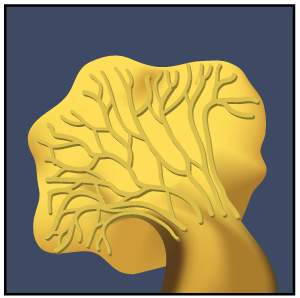
plooien
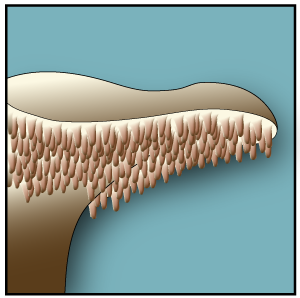
stekels

Hymenofoor foto's
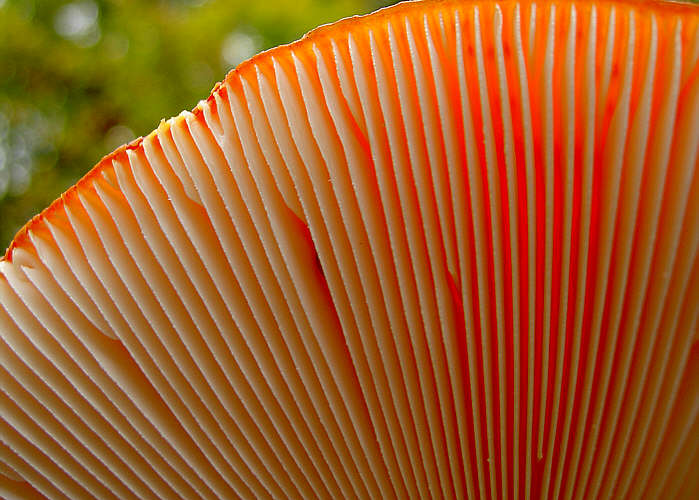
Hymenofoor met lammellen
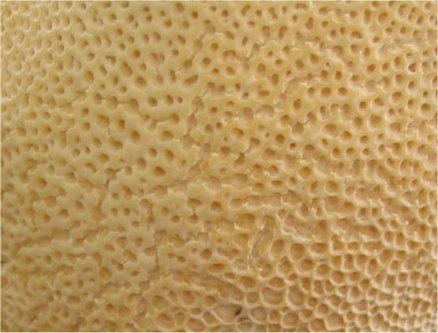
Hymenofoor met poriën
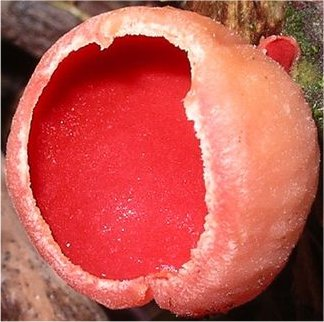
Glad hymenofoor
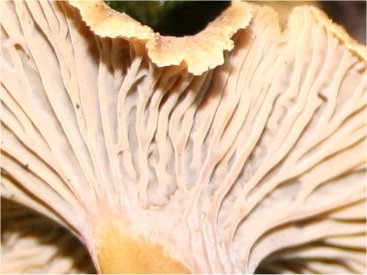
Hymenofoor met gerugd oppervlakte
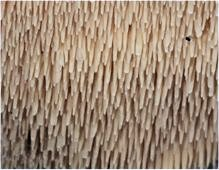
Hymenofoor met stekels